# Большевик (Кривой Рог)
Большевик (Дубовая Балка) — исторический район, жилой массив в Покровском районе города Кривой Рог.

## История
Возник как село Дубовая Балка в 1850-х годах.
С началом промышленной добычи руды стал горняцким посёлком рудника «Дубовая балка». Застраивался хаотично.
Один из центров революционных событий на Криворожье. Название получил в 1930-х годах в связи с образованием рудоуправления «Большевик».
Развитие получил в 1930-х и 1950—1960-х годах.

## Характеристика
Расположен в юго-западной части Покровского района.
На территории находятся: отель Park House, храм преподобного Сергея Радонежского, Криворожский колледж торговли и гостинично-ресторанного бизнеса, психоневрологический диспансер.
Состоит из 9 улиц, где проживает 2000 человек.